# Mu2 Octantis
Mu2 Octantis (μ2 Oct) es una estrella binaria situada en la constelación austral de Octans, el octante.
Comparte la denominación «Mu» con Mu1 Octantis, de la que está separada visualmente 50 minutos de arco.
En 2011 se descubrió un planeta extrasolar orbitando alrededor de una de las componentes de este sistema estelar.

## Componentes
Las dos componentes de Mu2 Octantis son enanas amarillas.
La estrella principal, HD 196067 (HR 7864 / HIP 102125), tiene magnitud aparente +6,48.
Su tipo espectral es G0V y tiene una temperatura efectiva de 5847 K.
Gira sobre sí misma con una velocidad de rotación proyectada —límite inferior de la misma— de 4 km/s y posee una masa de 1,4 masas solares.
Por su parte, la estrella secundaria, HD 196068 (HIP 102128), tiene magnitud aparente +7,15. Su tipo espectral es G1V y tiene una temperatura algo menor de 5768 K.
Gira sobre sí misma con una velocidad de rotación proyectada de 3 km/s.
La metalicidad de este sistema, dato estrechamente relacionado con la presencia de sistemas planetarios, es superior a la solar, ([Fe/H] ≈ +0,20).
El sistema parece ser algo más antiguo que el Sol con una edad aproximada de 5000 millones de años.
Visualmente ambas estrellas están separadas entre sí 17 segundos de arco, lo que corresponde a una separación proyectada de 750 UA.
Se encuentran a 144 años luz de distancia del sistema solar.

## Sistema planetario
En 2011, utilizando el espectrógrafo HARPS instalado en el Observatorio de La Silla (Chile), fue descubierto un planeta extrasolar en torno a HD 196067, la estrella primaria del sistema.
Denominado HD 196067 b, tiene una masa mínima 7,1 veces mayor que la de Júpiter.
Su período orbital es de 4100 días, siendo la órbita marcadamente excéntrica (ε = 0,63).
| Acompañante (En orden desde la estrella) | Masa (MJ) | Período orbital (días) | Semieje mayor (UA) | Excentricidad |
| ---------------------------------------- | --------- | ---------------------- | ------------------ | ------------- |
| HD 196067 b                              | > 7,1     | 4100                   | ?                  | 0,63          |